# Tercera División 1933-1934 (Spagna)
Il campionato di Tercera División 1933-1934 fu il 5º campionato avente questa dicitura ed era il terzo livello del campionato spagnolo. Composto da 34 squadre suddivise in 8 gruppi zonali. Vide la vittoria finale del Real Valladolid con relativa promozione in Segunda División 1933-34.

## Gruppo Nord-Est
|  | Pos. | Squadra         | Pt | G  | V | N | P | GF | GS | DR  |
|  | ---- | --------------- | -- | -- | - | - | - | -- | -- | --- |
|  | 1.   | Real Valladolid | 14 | 10 | 6 | 2 | 2 | 24 | 13 | +11 |
|  | 2.   | Barakaldo       | 10 | 9  | 6 | 1 | 3 | 22 | 13 | +9  |
|  | 3.   | Logroño         | 17 | 10 | 4 | 2 | 3 | 19 | 18 | +1  |
|  | 4.   | Stadium Avilés  | 8  | 10 | 4 | 0 | 6 | 26 | 34 | -8  |
|  | 5.   | Racing Ferrol   | 7  | 9  | 3 | 5 | 6 | 25 | 33 | -8  |
|  | 6.   | National Madrid | 6  | 10 | 2 | 2 | 6 | 16 | 30 | -14 |

Verdetti
- Qualificate alla "fase finale": Real Valladolid e Barakaldo
- Qualificato alla "pre-fase finale": Logroño.

Tabellone risultati

|                 | Bar  | Log   | NMa  | RFe  | SAv  | Val  |
| --------------- | ---- | ----- | ---- | ---- | ---- | ---- |
| Barakaldo       | –––– | 3-0   | 5-0  | 4-0  | 4-1  | 3-2  |
| Logroño         | 1-1  | ––––  | 5-3  | 2-0  | 3-2  | 2-2  |
| National Madrid | 0-1  | 4-2   | –––– | 2-2  | 3-1  | 1-1  |
| Racing Ferrol   | 2-1  | [ 2 ] | 5-0  | –––– | 2-3  | 1-2  |
| Stadium Aviles  | 6-0  | 0-3   | 5-2  | 3-5  | –––– | 3-0  |
| Valladolid      | 1-0  | 3-1   | 3-1  | 7-1  | 3-0  | –––– |

## Gruppo Levante-Sud
|  | Pos. | Squadra        | Pt | G  | V | N | P | GF | GS | DR  |
|  | ---- | -------------- | -- | -- | - | - | - | -- | -- | --- |
|  | 1.   | Real Saragozza | 13 | 10 | 5 | 3 | 2 | 19 | 6  | +13 |
|  | 2.   | Elche          | 12 | 10 | 6 | 0 | 4 | 15 | 13 | +2  |
|  | 3.   | Gimnástica     | 12 | 10 | 5 | 2 | 3 | 13 | 11 | +2  |
|  | 4.   | Hércules       | 10 | 10 | 5 | 0 | 5 | 16 | 9  | +7  |
|  | 5.   | Levante        | 10 | 10 | 4 | 2 | 4 | 12 | 11 | +1  |
|  | 6.   | FC Cartagena   | 3  | 10 | 1 | 1 | 8 | 7  | 32 | -25 |

Verdetti
- Qualificate alla "fase finale': Real Saragozza ed Elche
- Qualificato alla "pre-fase finale": Gimnastica di Valencia.

Tabellone risultati

|            | Car  | Elc  | Gim  | Her  | Lev  | Sar  |
| ---------- | ---- | ---- | ---- | ---- | ---- | ---- |
| Cartagena  | –––– | 0-3  | 2-3  | 2-1  | 0-3  | 1-1  |
| Elche      | 4-1  | –––– | 2-0  | 2-0  | 2-0  | 1-0  |
| Gimnastica | 2-1  | 2-1  | –––– | 1-2  | 2-0  | 2-2  |
| Hercules   | 3-0  | 4-0  | 0-1  | –––– | 4-0  | 2-0  |
| Levante    | 4-0  | 4-0  | 0-0  | 1-0  | –––– | 0-0  |
| Saragozza  | 8-0  | 2-0  | 1-0  | 2-0  | 3-0  | –––– |

## Gruppo B1
|  | Pos. | Squadra             | Pt | G | V | N | P | GF | GS | DR  |
|  | ---- | ------------------- | -- | - | - | - | - | -- | -- | --- |
|  | 1.   | Union Sporting Vigo | 6  | 4 | 3 | 0 | 1 | 31 | 6  | +25 |
|  | 2.   | Ourense             | 5  | 4 | 2 | 1 | 1 | 7  | 13 | -6  |
|  | 3.   | Ciosvin Vigo        | 1  | 4 | 0 | 1 | 3 | 3  | 22 | -19 |

Verdetto
- Qualificato alla "pre-fase finale": Union Sporting di Vigo .

Tabellone risultati

|                | Cio  | Our  | USp  |
| -------------- | ---- | ---- | ---- |
| Ciosvin Vigo   | –––– | 1-1  | 2-9  |
| Ourense        | 2-0  | –––– | 3-1  |
| Union Sporting | 10-0 | 11-1 | –––– |

## Gruppo B2
|  | Pos. | Squadra     | Pt | G | V | N | P | GF | GS | DR  |
|  | ---- | ----------- | -- | - | - | - | - | -- | -- | --- |
|  | 1.   | Torrelavega | 10 | 6 | 4 | 2 | 0 | 19 | 6  | +13 |
|  | 2.   | Gijón       | 6  | 6 | 2 | 2 | 2 | 15 | 13 | +2  |
|  | 3.   | Ovetense    | 6  | 6 | 2 | 2 | 2 | 15 | 16 | -1  |
|  | 4.   | Santoña     | 2  | 6 | 0 | 2 | 4 | 7  | 21 | -14 |

Verdetto
- Qualificato alla "pre-fase finale": Torrelavega

Tabellone risultati

|             | Gij  | San  | Tor  | Ove  |
| ----------- | ---- | ---- | ---- | ---- |
| Gijón       | –––– | 5-2  | 0-1  | 3-4  |
| Santoña     | 2-2  | –––– | 1-2  | 2-2  |
| Torrelavega | 2-2  | 6-0  | –––– | 6-1  |
| Ovetense    | 2-3  | 4-0  | 2-2  | –––– |

## Gruppo B3
|  | Pos. | Squadra       | Pt | G | V | N | P | GF | GS | DR  |
|  | ---- | ------------- | -- | - | - | - | - | -- | -- | --- |
|  | 1.   | Ferroviaria   | 10 | 6 | 5 | 0 | 1 | 20 | 2  | +18 |
|  | 2.   | Huesca        | 7  | 6 | 3 | 1 | 2 | 4  | 2  | +2  |
|  | 3.   | Arenas S.D.   | 5  | 6 | 2 | 1 | 3 | 15 | 16 | -1  |
|  | 4.   | AD Tranviaria | 2  | 6 | 1 | 0 | 5 | 0  | 12 | -12 |

Verdetto
- Qualificato alla "pre-fase finale": Agrupación Deportiva Ferroviaria.

Tabellone risultati

|             | Are   | Fer   | Hue   | Tra   |
| ----------- | ----- | ----- | ----- | ----- |
| Arenas      | ––––  | 2-6   | [ 3 ] | [ 3 ] |
| Ferroviaria | 4-0   | ––––  | [ 3 ] | 4-0   |
| Huesca      | 2-2   | [ 3 ] | ––––  | 1-0   |
| Tranviaria  | [ 3 ] | 0-6   | 0-1   | ––––  |

## Gruppo B4
|  | Pos. | Squadra    | Pt | G | V | N | P | GF | GS | DR  |
|  | ---- | ---------- | -- | - | - | - | - | -- | -- | --- |
|  | 1.   | Girona     | 9  | 6 | 3 | 3 | 0 | 20 | 6  | +14 |
|  | 2.   | Júpiter    | 8  | 6 | 3 | 2 | 1 | 13 | 4  | +9  |
|  | 3.   | Granollers | 4  | 6 | 2 | 0 | 4 | 10 | 18 | -8  |
|  | 4.   | Badalona   | 3  | 6 | 1 | 1 | 4 | 9  | 24 | -15 |

Verdetto
- Qualificato alla "pre-fase finale": Girona e Jupiter.

Tabellone risultati

|            | Bad  | Gir  | Gra  | Jup  |
| ---------- | ---- | ---- | ---- | ---- |
| Badalona   | –––– | 3-3  | 3-1  | 0-4  |
| Girona     | 5-0  | –––– | 7-1  | 0-0  |
| Granollers | 5-2  | 1-4  | –––– | 2-0  |
| Jupiter    | 6-1  | 1-1  | 2-0  | –––– |

## Gruppo B5
|  | Pos. | Squadra         | Pt | G | V | N | P | GF | GS | DR  |
|  | ---- | --------------- | -- | - | - | - | - | -- | -- | --- |
|  | 1.   | Alicante        | 8  | 6 | 4 | 0 | 2 | 20 | 10 | +10 |
|  | 2.   | Almería         | 7  | 6 | 3 | 1 | 2 | 13 | 16 | -3  |
|  | 3.   | Imperial FC     | 6  | 6 | 3 | 0 | 3 | 13 | 15 | -2  |
|  | 4.   | Gimnastica Abad | 3  | 6 | 1 | 1 | 4 | 13 | 18 | -5  |

Verdetto
- Qualificato alla "pre-fase finale": Alicante.

Tabellone risultati

|             | Ali  | Alm  | GAb  | Imp  |
| ----------- | ---- | ---- | ---- | ---- |
| Alicante    | –––– | 7-0  | 5-1  | 5-1  |
| Ath.Almeria | 4-0  | –––– | 1-1  | 3-0  |
| Gim.Abad    | 1-2  | 4-5  | –––– | 6-2  |
| Imperial    | 3-1  | 4-0  | 3-0  | –––– |

## Gruppo B6
|  | Pos. | Squadra    | Pt | G | V | N | P | GF | GS | DR |
|  | ---- | ---------- | -- | - | - | - | - | -- | -- | -- |
|  | 1.   | Granada    | 6  | 4 | 3 | 0 | 1 | 9  | 6  | +3 |
|  | 2.   | Xerez FC   | 4  | 4 | 2 | 0 | 2 | 7  | 8  | -1 |
|  | 3.   | Malacitano | 2  | 4 | 1 | 0 | 3 | 6  | 8  | -2 |

Verdetto
- Qualificato alla "pre-fase finale": Recreativo Granada.

Tabellone risultati

|             | Mal  | RGr  | Xer  |
| ----------- | ---- | ---- | ---- |
| Malacitano  | –––– | 1-2  | 3-1  |
| Rec.Granada | 3-1  | –––– | 3-1  |
| Xerez FC    | 2-1  | 3-1  | –––– |

Curiosità
- L'Athletic Almería avrebbe dovuto disputare questo gruppo (B6) ma alla fine disputò il gruppo B5. Linares, Antequera, Olímpica di Jaén e Ferroviaria di Cádiz avrebbero dovuto coprire il suo posto, ma tutte queste squadre rinunciarono.

## Pre-fase finale
Quarti di finale

|          | 1° Quarto |          | Luogo e data             |  |
| -------- | --------- | -------- | ------------------------ |  |
| Alicante | 1 - 1     | Girona   | Alicante, 7 gennaio 1934 |  |
| Girona   | 2 - 1     | Alicante | Girona, 14 gennaio 1934  |  |
|          |           |          |                          |  |

|             | 2° Quarto |             | Luogo e data               |  |
| ----------- | --------- | ----------- | -------------------------- |  |
| Júpiter     | 3 - 3     | Ferroviaria | Barcellona, 7 gennaio 1934 |  |
| Ferroviaria | 1 - 2     | Júpiter     | Madrid, 14 gennaio 1934    |  |
|             |           |             |                            |  |

|                     | 3° Quarto |                     | Luogo e data                 |  |
| ------------------- | --------- | ------------------- | ---------------------------- |  |
| Union Sporting Vigo | 3 - 0     | Torrelavega         | Vigo, 7 gennaio 1934         |  |
| Torrelavega         | 1 - 2     | Union Sporting Vigo | Torrelavega, 14 gennaio 1934 |  |
|                     |           |                     |                              |  |

- L'Athletic Granada riposa.

Verdetti
- Qualificate alle semifinali "pre-fase finale":
- Girona, Jupiter, Union Sporting Vigo e Athletic Granada.

Semifinali

|         | Semifinale |         | Luogo e data             |  |
| ------- | ---------- | ------- | ------------------------ |  |
| Girona  | 2 - 2      | Granada | Girona, 21 gennaio 1934  |  |
| Granada | 2 - 0      | Girona  | Granada, 28 gennaio 1934 |  |
|         |            |         |                          |  |

- La semifinale Union Sporting Vigo-Jupiter non fu disputata. Passò il turno l'Union Sporting Vigo.

Verdetti
- Qualificate alla finale "pre-fase finale": Girona e Union Sportin Vigo.

Finali

|                     | 1a Finale |                     | Luogo e data              |  |
| ------------------- | --------- | ------------------- | ------------------------- |  |
| Union Sporting Vigo | 1 - 2     | Logroño             | Vigo, 4 febbraio 1934     |  |
| Logroño             | 3 - 2     | Union Sporting Vigo | Logroño, 11 febbraio 1934 |  |
|                     |           |                     |                           |  |

|            | 2a Finale |            | Luogo e data              |  |
| ---------- | --------- | ---------- | ------------------------- |  |
| Gimnástica | 3 - 0     | Granada    | Valencia, 4 febbraio 1934 |  |
| Granada    | 4 - 1     | Gimnástica | Granada, 11 febbraio 1934 |  |
|            |           |            |                           |  |

|            | Spareggi 2a Finale |         | Luogo e data             |  |
| ---------- | ------------------ | ------- | ------------------------ |  |
| Gimnástica | 1 - 1              | Granada | Madrid, 22 febbraio 1934 |  |
| Gimnástica | 3 - 0              | Granada | Madrid, 24 febbraio 1934 |  |
|            |                    |         |                          |  |

Verdetti
- Qualificate al girone finale: Logroño e Gimnastica Valencia.

## Girone finale
Classifica

|  | Pos.     | Squadra             | Pt | G  | V  | N  | P  | GF | GS | DR |
|  | -------- | ------------------- | -- | -- | -- | -- | -- | -- | -- | -- |
|  | 1.       | Real Valladolid     | 12 | 8  | 5  | 2  | 1  | 23 | 14 | +9 |
|  | 2.       | Saragozza           | 9  | 8  | 4  | 1  | 3  | 21 | 14 | +7 |
|  | 3.       | Elche               | 8  | 8  | 3  | 2  | 3  | 14 | 18 | -4 |
|  | 4.       | Gimnástica Valencia | 8  | 8  | 4  | 0  | 4  | 10 | 17 | -7 |
|  | 5.       | Logroño             | 3  | 8  | 1  | 1  | 6  | 10 | 14 | -4 |
|  | ritirato | Barakaldo           | -- | -- | -- | -- | -- | -- | -- | -- |

Verdetto
- Promosso in Segunda División 1934-35: Real Valladolid.

Tabellone risultati

|                     | Elc   | Gim   | Log  | RVa  | Sar  |
| ------------------- | ----- | ----- | ---- | ---- | ---- |
| Elche               | ––––  | 2-0   | 5-1  | 2-2  | 2-2  |
| Gimnástica Valencia | 3-1   | ––––  | 1-0  | 0-2  | 4-0  |
| Logroño             | [ 5 ] | [ 6 ] | –––– | 0-1  | 6-0  |
| Real Valladolid     | 5-2   | 7-2   | 3-3  | –––– | 3-0  |
| Saragozza           | 5-0   | 5-0   | 4-0  | 5-0  | –––– |